# Huub de Leeuw
Hubertus Johannes Henricus Josephus (Huub / Huib / Hub.) de Leeuw (Tilburg, 15 april 1910 – Tilburg, 30 juni 1983) was een Nederlands voetballer die als verdediger en rechtshalf voor Willem II speelde. Van 1952 tot 1956 was hij trainer van PSV.

## Interlandcarrière

### Nederland
Op 12 juni 1929 debuteerde De Leeuw voor Nederland in een vriendschappelijke wedstrijd tegen Noorwegen (4 – 4 gelijk).
| Interlands van Huib de Leeuw voor Nederland | Interlands van Huib de Leeuw voor Nederland | Interlands van Huib de Leeuw voor Nederland | Interlands van Huib de Leeuw voor Nederland | Interlands van Huib de Leeuw voor Nederland | Interlands van Huib de Leeuw voor Nederland |
| №                                           | Datum                                       | Wedstrijd                                   | Uitslag                                     | Soort Wedstrijd                             | Doelpunten                                  |
| Als speler bij Willem II                    | Als speler bij Willem II                    | Als speler bij Willem II                    | Als speler bij Willem II                    | Als speler bij Willem II                    | Als speler bij Willem II                    |
| ------------------------------------------- | ------------------------------------------- | ------------------------------------------- | ------------------------------------------- | ------------------------------------------- | ------------------------------------------- |
| 1.                                          | 12 juni 1929                                | Noorwegen – Nederland                       | 4 – 4                                       | Vriendschappelijk                           | 0                                           |
| 2.                                          | 3 november 1929                             | Nederland – Noorwegen                       | 1 – 4                                       | Vriendschappelijk                           | 0                                           |